# Guernsey County
Guernsey County er et county i den amerikanske delstat Ohio.  Amtet, der er grundlagt i 1810, med administrationsby i Cambridge har et areal på 1.368 km², og en befolkning på godt 40.000 mennesker.

## Demografi
Ifølge folketællingen fra 2000 boede der 40,792 personer i amtet. Der var 16,094 husstande med 11,233 familier. Befolkningstætheden var 215 personer pr. km². Befolkningens etniske sammensætning var som følger: 96.28 % hvide, 1.53 % afroamerikanere. 
Der var 16.094 husstande, hvoraf 32,40 % havde børn under 18 år boende. 53,90 % var ægtepar, som boede sammen, 11,40 % havde en enlig kvindelig forsøger som beboer, og 30.20 % var ikke-familier. 26.10 % af alle husstande bestod af enlige, og i 11.20 % af tilfældene boede der en person som var 65 år eller ældre.
Gennemsnitsindkomsten for en hustand var $30.110 årligt, mens gennemsnitsindkomsten for en familie var på $35.660 årligt.